# Bauerus dubiaquercus
Bauerus dubiaquercus (Van Gelder, 1959) è un pipistrello della famiglia dei Vespertilionidi, unica specie del genere Bauerus (Van Gelder, 1959), diffuso nell'America centrale.

## Etimologia
Il termine generico deriva dal cognome di Harry J.Bauer, finanziatore della spedizione sulle Isole Marías dove è stato catturato l'olotipo. Il nome specifico invece deriva dalla combinazione latinizzata del cognome del primo e il nome del secondo dei due naturalisti che catturarono il primo esemplare, ovvero Richard G.Zweifel, che in tedesco ha il significato di dubbio, dubia- in latino, e Oakes A.Plimpton, che tradotto dall'inglese ha il significato di querce, ovvero -quercus in latino.

## Descrizione

### Dimensioni
Pipistrello di piccole dimensioni, con la lunghezza della testa e del corpo tra 63 e 68 mm, la lunghezza dell'avambraccio tra 50,5 e 57,05 mm, la lunghezza della coda tra 55 e 57 mm, la lunghezza del piede di 14 mm e la lunghezza delle orecchie di 26 mm.

### Caratteristiche craniche e dentarie
Il cranio presenta un rostro alto e largo. La cresta sagittale è pronunciata, mentre la bolla timpanica è molto piccola. Gli incisivi inferiori sono molto vicini tra loro. In alcuni individui può mancare un incisivo inferiore in ogni semi-arcata.
Sono caratterizzati dalla seguente formula dentaria:

### Aspetto
La pelliccia è lunga, soffice e leggermente lanosa. Il colore generale è marrone scuro, con la base dei peli dorsali nerastra, mentre quella dei peli ventrali è più chiara. Il muso è corto, tronco e largo, dovuto alla presenza di due grosse masse ghiandolari sui lati e con le narici che si aprono anteriormente. Gli occhi sono piccoli. Le orecchie sono relativamente grandi, triangolari, ben separate tra loro e bruno-nerastre scure. Il trago è lungo, sottile ed affusolato. Le membrane alari sono bruno-nerastre scure, corte e larghe. La coda è lunga ed inclusa completamente nell'ampio uropatagio. Il cariotipo è 2n=44 FN=52.

## Biologia

### Comportamento
Non ci sono informazioni circa la tipologia di rifugi utilizzati, eccetto per un esemplare catturato in un edificio. È attivo un'ora prima del tramonto. 

### Alimentazione
Si nutre prevalentemente di insetti raccolti al suolo o nella vegetazione bassa. In cattività si nutre di grossi insetti come blatte e Tettigoniidae.

### Riproduzione
Femmine gravide con un embrione sono state catturate in aprile.

## Distribuzione e habitat
Questa specie è diffusa negli stati messicani di Jalisco, Veracruz, Oaxaca e Chiapas e sulle Isole Marías; in Guatemala, Belize, Honduras, El Salvador, Costa Rica e Nicaragua settentrionale.
Vive in diversi tipi di habitat forestali, da quelle decidue di pianura alle pinete e querceti montani e alle foreste umide, fino a 2.300 metri di altitudine.

## Conservazione
La IUCN Red List, considerato l'habitat assai delicato e in continuo declino, dovuto all'aumento della densità di popolazione e alla conversione ambientale e nonostante l'areale sia abbastanza ampio, classifica B.dubiaquercus come specie prossima alla minaccia di estinzione (Near Threatened).